# Daenerys Targaryen

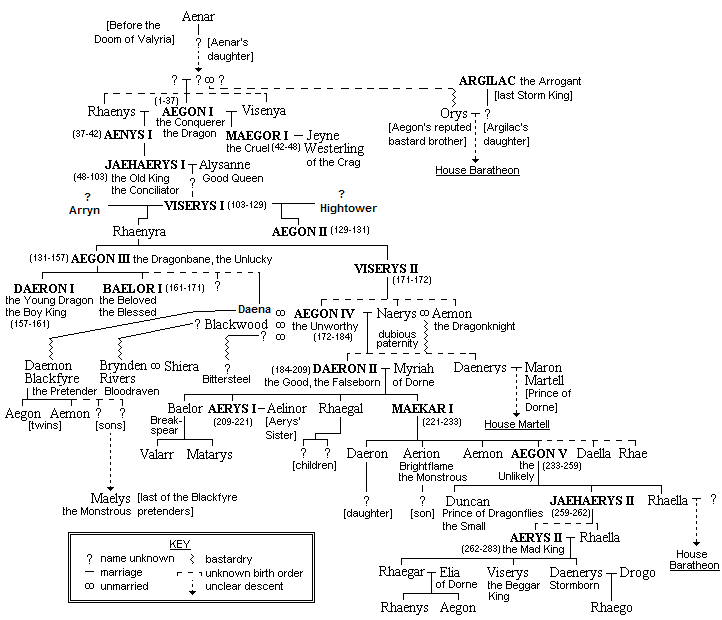
Rodokmen Targaryenů

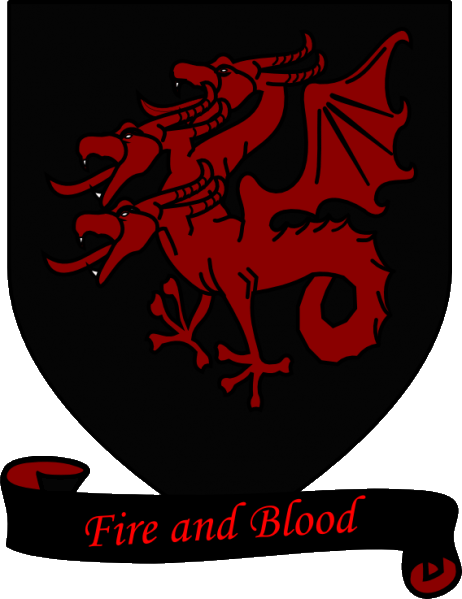
Erb rodu Targaryenů - tříhlavý drak

Daenerys Targaryen je fiktivní postava z knižní série Píseň ledu a ohně. Je to mladší sestra Viseryse Targaryena, Žebráckého krále. Po smrti svého bratra, který nezanechal dědice, získává (sporný) nárok na Železný Trůn, který je jí však odepřen.

## Vzhled a chování
V knižní předloze je Dany popisována jako třináctiletá dívka se stříbřitě světlými vlasy a fialovýma očima, typickými znaky jejího rodu. Je menšího vzrůstu a štíhlé postavy. Velmi často a při mnohých příležitostech o sobě tvrdí, že je „mladá a nezkušená dívka, neznalá ve věcech ...(podle situace)“. Skutečně je poněkud naivní, navzdory všemu pevně věří, že skutečně je právoplatnou dědičkou Železného trůnu, což je poněkud sporné (její předek Aegon Dobyvatel si království také dobyl a veškerý svůj nárok opíral o svoji sílu).

## Historie

### Před knihami
Daenerys se narodila těsně po vyvraždění většiny členů svého rodu na ostrovní pevnosti Targaryenů jménem Dračí kámen. Její matka při porodu zemřela. Spolu s jejím pološíleným bratrem Viserysem tak zůstali podle všech dostupných informací jedinými přeživšími rodu. Poté byli donuceni prchat od města k městu a rozprodat staré rodinné bohatství, dokonce i korunu. Následně se jich ujme Magistr Illyrio Mopatis z Pentosu. Zde začíná knižní příběh.

### Hra o Trůny
Viserys se ji rozhodne provdat za khala Droga, vůdce hordy asi 20 000 ozbrojených divošských Dothraků, výměnou za Drogovu pomoc při dobývání Západozemí. Při svatební hostině Daenerys dostává 3 dračí údajně zkamenělá vejce. Drogo se s ní, Viserysem a exilovým rytířem Jorahem Mormontem vydává na východ do Vaes Dothrak, kde hodlá vyčkat na dobrá znamení k útoku. Ve Vaes Dothrak však všechny Dothracké zvyklosti a čekání trvají moc dlouho, a tak Viserys začne vydírat Daenerys a požaduje po ní dračí vejce a svou korunovaci králem Západozemí. Drogo jeho žádosti vyhoví a polije ho roztaveným zlatem. Následně se rozhodne zaútočit na Lhazar, zemi ovčích lidí, kde plánuje vzít otroky na prodej a následnou koupi nutných lodí. Při boji s jedním ze svých Dothraků je však zraněn a rána se mu zanítí. Po pádu z koně povolaná léčitelka Mirri Maz Duur na Daenerysino přání provede kouzlo, které Drogovi sice zachrání život, avšak zabije Daenerysino dítě. Drogovi sice zůstává život, nikoliv však vědomí a jeho armáda ho opustí. Daenerys Droga zadusí polštářem. Následně je čarodějka upálena spolu s Drogem. Daenerys pak vstupuje do plamenů i s dračími vejci. Zázračně však přežívá a z jejích vajec se vylíhnou tři draci.

### Střet Králů
Daenerys s draky, sirem Jorahem a zbytkem armády doráží do Quarthu, kde se marně snaží získat spojence pro útok na Západozemí. Doráží však pomocná loď od Illyria Mopatise, která ji má odvézt zpět do Pentosu. Daenerys odplouvá.

### Bouře mečů
Místo do Pentosu se Daenerys rozhodne plout do Zálivu Otrokářů, kde chce najmout armádu slavných Neposkvrněných. Lstí si je získává na svou stranu a následně s nimi dobývá tři otrokářská města, Astapor, Yunkai a Meereen. V Astaporu se k ní mj. připojuje slavný rytíř Barristan Selmy. V Meereenu se rozhodne zůstat a panovat zde.

### Hostina pro Vrány
Daenerys v této knize přímo nevystupuje, zprávy o jejích činech však doléhají k ostatním postavám knihy.

### Tanec s Draky
Daenerys se snaží vládnout Meereenu, ale bez úspěchu. Vzpurní obyvatelé po nocích vraždí její lidi a osamostatňující se Yunkai sbírá armádu k útoku na Meereen, a její draci se začínají vymykat kontrole. Největší z nich, Drogon, dokonce odletí neznámo kam. Daenerys se pokouší situaci řešit svatbou s bohatým Meereeňanem Hizdahrem zo Loraq. Při návštěvě jedné z bojových jam na ně opět zaútočí vzpurní obyvatelé. V průběhu boje se však vrací Drogon, Daenerys ne něj nasedne a odletí kamsi do moře trav. Zde se Daenerys potkává s Dothraky.